# 杜博韋 (克拉斯尼奧克尼區)
47°26′17″N 29°16′39″E / 47.43806°N 29.27750°E
杜博韋（烏克蘭語：Дубове）是位於烏克蘭西南部的村莊，由敖德萨州波季利斯克区的奧克尼市鎮負責管轄。該村始建於1904年，面積1.81平方公里，海拔高度44米，2001年人口387，人口密度每平方公里213.81人。